# Joventut (revista)
Joventut fue una revista semanal en catalán de literatura, artes y ciencias publicada en Barcelona entre 1900 y 1906.

## Historia

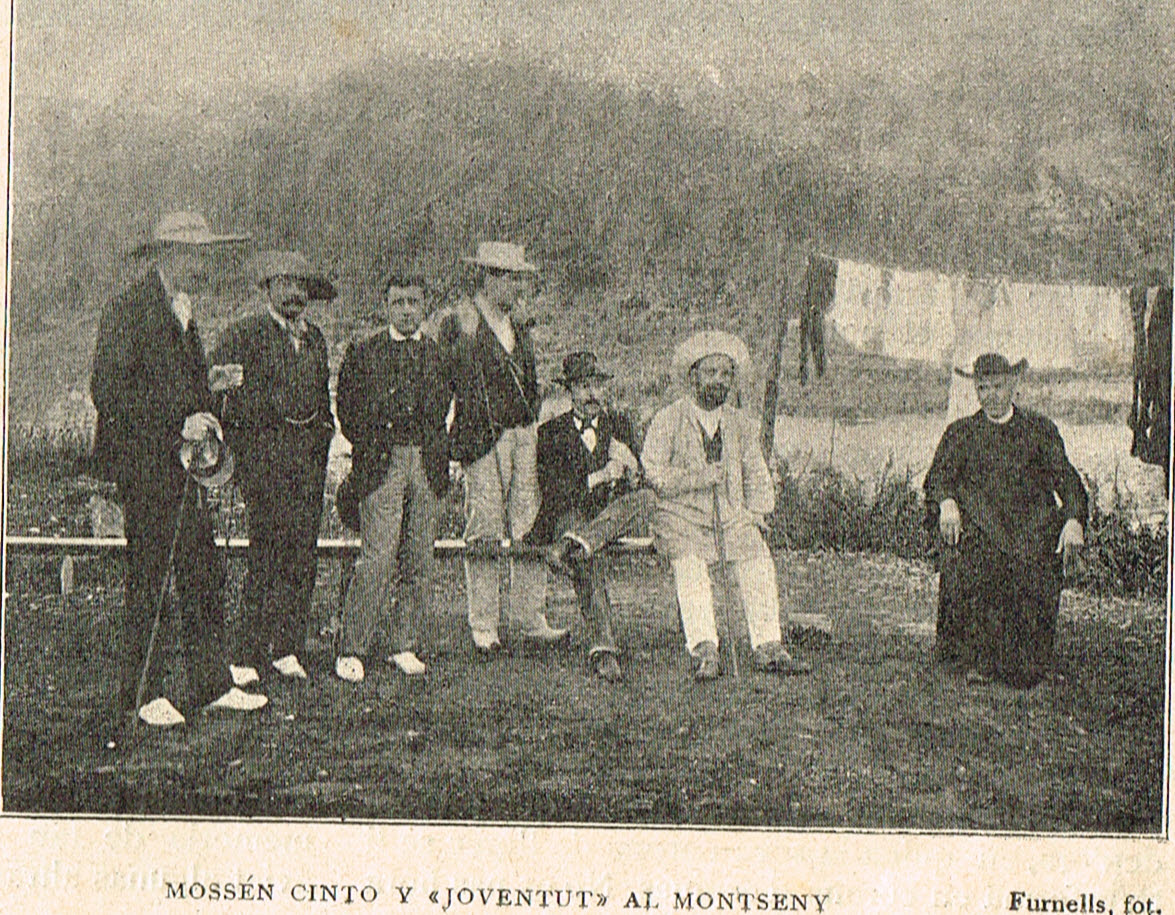
Redactores de Joventut

Editada en Barcelona y de periodicidad semanal, comenzó a publicarse en 1900. Su título en español se traduce como «Juventud».
A pesar de rechazar el epíteto, fue ardiente defensora del modernismo, y en cuanto a la música contó con un grupo de comentaristas y críticos musicales, como Joaquim Pena, Xavier Viura, Miquel Domènech, Jeroni Zanné y Carmen Karr, que defendieron la renovación musical frente a la tradición. Fueron wagnerianos convencidos –muchos de ellos formaron parte de la Asociación Wagneriana (1901)– y defensores de la música alemana ante la italiana y de la música catalana. Mantuvieron una fuerte rivalidad con la empresa del Gran Teatro del Liceo por sus puestas en escena y removieron la sensibilidad del público barcelonés del momento.
Cesó su publicación en 1906.